# Daïra d'Ouled Antar
La daïra d'Ouled Antar est une circonscription administrative algérienne située dans la wilaya de Médéa et la région du Titteri. Son chef-lieu est situé sur la commune éponyme d'Ouled Antar.
La daïra regroupe les trois communes d'Ouled Antar, Boghar et Ouled Hellal.